# Nati nel 1970/Ottobre
| Questa pagina contiene informazioni ricavate automaticamente dalle voci biografiche con l'ausilio del template Bio e di un bot. L'aggiornamento è periodico e automatico e ricostruisce completamente la pagina. Se manca una persona in questa lista, sei pregato di non aggiungerla, ma accertati piuttosto che la sua voce biografica contenga il template Bio e che i dati anagrafici siano correttamente compilati. Se il template Bio manca, inseriscilo tu stesso o, in alternativa, metti l'avviso {{tmp\|Bio}} che ne segnala la mancanza. Se i dati riportati sono sbagliati, correggi direttamente la voce biografica; le modifiche saranno visibili in questa lista entro pochi giorni. Per chiarimenti vedi il progetto biografie. La lista contiene solo le 344 persone che sono citate nell'enciclopedia e per le quali è stato implementato correttamente il template Bio. Pagina aggiornata al 2 ago 2025. |

- 1º ottobre - Samuele Bersani, cantautore italiano
- 1º ottobre - Yami Bolo, musicista e produttore discografico giamaicano
- 1º ottobre - Tetsuya Itō, ex calciatore giapponese
- 1º ottobre - Kam Wu-seong, attore sudcoreano
- 1º ottobre - Moses Kiptanui, ex siepista e mezzofondista keniota
- 1º ottobre - José Ignacio Peralta, politico, funzionario e economista messicano
- 1º ottobre - Gaston Taument, allenatore di calcio e ex calciatore olandese
- 1º ottobre - Michael Wilkinson, costumista australiano
- 1º ottobre - Aleksej Žamnov, ex hockeista su ghiaccio sovietico
- 2 ottobre - Howard Drossin, compositore e musicista statunitense
- 2 ottobre - Stefan Feld, autore di giochi tedesco
- 2 ottobre - Stylophonic, disc jockey e produttore discografico italiano
- 2 ottobre - Hossein Hosseini, ex calciatore e ex giocatore di calcio a 5 iraniano
- 2 ottobre - Catherine Kellner, attrice statunitense
- 2 ottobre - Matteo Marani, giornalista e dirigente sportivo italiano
- 2 ottobre - Tim Moore, politico statunitense
- 2 ottobre - Marco Nuti, pallavolista italiano
- 2 ottobre - Kelly Ripa, attrice, doppiatrice e conduttrice televisiva statunitense
- 2 ottobre - Dominik Thalhammer, allenatore di calcio e dirigente sportivo austriaco
- 2 ottobre - Maribel Verdú, attrice spagnola
- 3 ottobre - Azam Ali, cantante iraniana
- 3 ottobre - Iris Dinerman, ex cestista israeliana
- 3 ottobre - Nikos Kōstenoglou, allenatore di calcio e ex calciatore greco
- 3 ottobre - Anne Kukkohovi, conduttrice televisiva e modella finlandese
- 3 ottobre - Frank Major, attore pornografico ungherese
- 3 ottobre - Kirsten Nelson, attrice statunitense
- 3 ottobre - Tullio Patassini, politico italiano
- 3 ottobre - Ronnie Sundin, ex hockeista su ghiaccio svedese
- 4 ottobre - Wilfredo Alvarado, ex calciatore venezuelano
- 4 ottobre - Geoffrey Fletcher, sceneggiatore e regista statunitense
- 4 ottobre - Futoshi Ikeda, allenatore di calcio e ex calciatore giapponese
- 4 ottobre - Ol'ga Kuzenkova, ex martellista russa
- 4 ottobre - Elvis Martínez, ex calciatore venezuelano
- 4 ottobre - Khamis Saad Mubarak, ex calciatore emiratino
- 4 ottobre - Heidi Newfield, cantautrice statunitense
- 4 ottobre - Martin Vaniak, ex calciatore ceco
- 4 ottobre - Zdravko Zdravkov, ex calciatore bulgaro
- 4 ottobre - Fabio Zenoni, attore belga
- 5 ottobre - Josie Bissett, attrice statunitense
- 5 ottobre - Laura Borràs, politica e filologa spagnola
- 5 ottobre - Giacomo Costa, artista italiano
- 5 ottobre - Nicolas Fontaine, ex sciatore freestyle canadese
- 5 ottobre - Tord Gustavsen, pianista norvegese
- 5 ottobre - Kang Hee-chan, ex tennistavolista sudcoreano
- 5 ottobre - Denis Kapustin, ex triplista russo
- 5 ottobre - Aleksandar Kristić, allenatore di calcio e ex calciatore serbo
- 5 ottobre - Mark Luijpers, allenatore di calcio e ex calciatore olandese
- 5 ottobre - Salvatore Matrecano, allenatore di calcio e ex calciatore italiano
- 5 ottobre - Elie Mechantaf, ex cestista libanese
- 5 ottobre - Cristiano Scapolo, allenatore di calcio e ex calciatore italiano
- 5 ottobre - Berat Yenilmez, attore turco
- 6 ottobre - Emily De Cesare, giornalista e conduttrice televisiva italiana
- 6 ottobre - Marco Fincato, ex ciclista su strada italiano
- 6 ottobre - Irina Gerasimënok, tiratrice a segno russa
- 6 ottobre - Todd Howard, autore di videogiochi e informatico statunitense
- 6 ottobre - Amy Jo Johnson, attrice, regista e musicista statunitense
- 6 ottobre - Mario Mariani, pianista e compositore italiano
- 6 ottobre - Corinna May, cantante tedesca
- 6 ottobre - Nicky Mohan, ex calciatore inglese
- 6 ottobre - Telmo Pievani, filosofo italiano
- 6 ottobre - Jamal Sellami, allenatore di calcio e ex calciatore marocchino
- 7 ottobre - Runar Berg, ex calciatore norvegese
- 7 ottobre - Aisha Cerami, attrice italiana
- 7 ottobre - Daniel Collins, ex canoista australiano
- 7 ottobre - Harold Ellis, ex cestista e allenatore di pallacanestro statunitense
- 7 ottobre - Neil Halstead, cantautore inglese
- 7 ottobre - Matt Knowles, ex calciatore statunitense
- 7 ottobre - Matteo Nucci, scrittore italiano
- 7 ottobre - Nicole Ari Parker, attrice statunitense
- 7 ottobre - Riri Riza, regista, sceneggiatore e produttore cinematografico indonesiano
- 7 ottobre - Gianbattista Scugugia, ex calciatore italiano
- 7 ottobre - Carlos Vieira, attore portoghese
- 8 ottobre - Mads Andersen, giocatore di poker danese
- 8 ottobre - Stéphane Bijoux, giornalista e politico francese
- 8 ottobre - Mark Buford, ex cestista statunitense
- 8 ottobre - Matt Damon, attore, produttore cinematografico e sceneggiatore statunitense
- 8 ottobre - Vladimíra Danišková, ex cestista slovacca
- 8 ottobre - Anne-Marie Duff, attrice britannica
- 8 ottobre - Marius Hurter, ex rugbista a 15 e allenatore di rugby a 15 sudafricano
- 8 ottobre - Randa Kassis, politica siriana
- 8 ottobre - Gauri Khan, produttrice cinematografica indiana
- 8 ottobre - Sadiq Khan, politico e avvocato britannico
- 8 ottobre - Karin Köllerer, ex sciatrice alpina austriaca
- 8 ottobre - Elena Molinari, giornalista e saggista italiana
- 8 ottobre - Annie Morton, supermodella statunitense
- 8 ottobre - Mathieu Ngudjolo Chui, militare della Repubblica Democratica del Congo
- 8 ottobre - Tetsuya Nomura, disegnatore e autore di videogiochi giapponese
- 8 ottobre - Soon-yi Previn, sudcoreana
- 8 ottobre - Mighty Mo, kickboxer e artista marziale misto samoano americano
- 8 ottobre - Mayrín Villanueva, attrice e modella messicana
- 9 ottobre - Kenny Anderson, ex cestista e allenatore di pallacanestro statunitense
- 9 ottobre - Jason Butler Harner, attore statunitense
- 9 ottobre - Carmen Dan, politica e funzionaria rumena
- 9 ottobre - Yasmine Garbi, attrice svedese
- 9 ottobre - Steve Jablonsky, compositore statunitense
- 9 ottobre - Víctor Jiménez, allenatore di rugby a 15 e ex rugbista a 15 argentino
- 9 ottobre - Annika Sörenstam, golfista svedese
- 9 ottobre - Waita Uziga, fumettista giapponese
- 9 ottobre - Savannah, attrice pornografica statunitense († 1994)
- 9 ottobre - Mohamed Youssef, allenatore di calcio e ex calciatore egiziano
- 10 ottobre - Stefania Antonini, ex calciatrice italiana
- 10 ottobre - Norbert Bisky, pittore tedesco
- 10 ottobre - Glenn Foley, ex giocatore di football americano statunitense
- 10 ottobre - Jørgen Hammersland, ex calciatore norvegese
- 10 ottobre - Stanley Jackson, ex cestista statunitense
- 10 ottobre - Gavin Johnson, ex calciatore inglese
- 10 ottobre - Dean Kiely, ex calciatore irlandese
- 10 ottobre - Silke Kraushaar-Pielach, ex slittinista tedesca
- 10 ottobre - Mohammed Mourhit, ex mezzofondista marocchino
- 10 ottobre - Chikako Murakami, ex cestista giapponese
- 10 ottobre - Goran Navojec, attore, musicista e doppiatore croato
- 10 ottobre - Olivier Niyungeko, allenatore di calcio burundese
- 10 ottobre - Matthew Pinsent, ex canottiere britannico
- 11 ottobre - Gian Matteo Fagnini, ex ciclista su strada italiano
- 11 ottobre - Guido Frisoni, ex ciclista su strada sammarinese
- 11 ottobre - U-God, rapper statunitense
- 11 ottobre - Lee Bong-ju, ex maratoneta sudcoreano
- 11 ottobre - MC Lyte, rapper e attrice statunitense
- 11 ottobre - Sergej Ovčinnikov, allenatore di calcio e ex calciatore russo
- 11 ottobre - Park Nam-yeol, ex calciatore sudcoreano
- 11 ottobre - Garth Robinson, ex velocista giamaicano
- 11 ottobre - Pasquale Domenico Rocco, allenatore di calcio e ex calciatore italiano
- 11 ottobre - Régis Rothenbühler, allenatore di calcio e ex calciatore svizzero
- 11 ottobre - Shin Tae-yong, allenatore di calcio e ex calciatore sudcoreano
- 11 ottobre - Constance Zimmer, attrice statunitense
- 12 ottobre - Cláudia Abreu, attrice e conduttrice televisiva brasiliana
- 12 ottobre - Cody Cameron, doppiatore, disegnatore e regista statunitense
- 12 ottobre - Kirk Cameron, attore e regista statunitense
- 12 ottobre - Pilar Castro, attrice spagnola
- 12 ottobre - Daniel Lemma, cantante etiope
- 12 ottobre - Tomer Heymann, regista, sceneggiatore e produttore cinematografico israeliano
- 12 ottobre - Antonio Jiménez Sistachs, allenatore di calcio e ex calciatore spagnolo
- 12 ottobre - Rodney Mack, wrestler e ex artista marziale misto statunitense
- 12 ottobre - Ernesto Michel, ex cestista argentino
- 12 ottobre - Origa, cantautrice russa († 2015)
- 12 ottobre - Massimiliano Parente, scrittore italiano
- 12 ottobre - Amerigo Provenzano, disc jockey e produttore discografico italiano
- 12 ottobre - Massimiliano Rosa, ex calciatore italiano
- 12 ottobre - Julian, ex attore pornografico statunitense
- 12 ottobre - Lala Sloatman, modella, attrice e costumista statunitense
- 12 ottobre - Charlie Ward, ex cestista, ex giocatore di football americano e allenatore di football americano statunitense
- 13 ottobre - Rateb Al-Awadat, calciatore giordano († 2021)
- 13 ottobre - Fuad Amin, ex calciatore saudita
- 13 ottobre - Aleksej Arifullin, calciatore russo († 2017)
- 13 ottobre - Vario Bagnoli, ex cestista italiano
- 13 ottobre - Francesco Billari, statistico italiano
- 13 ottobre - Duke Droese, ex wrestler statunitense
- 13 ottobre - Ann Grossman, allenatrice di tennis e ex tennista statunitense
- 13 ottobre - Rob Howley, ex rugbista a 15 e allenatore di rugby a 15 britannico
- 13 ottobre - Diego Mancino, cantautore e musicista italiano
- 13 ottobre - Marco Mian, ex cestista e allenatore di pallacanestro italiano
- 13 ottobre - Paul Potts, cantante britannico
- 13 ottobre - Carl Williams, mafioso australiano († 2010)
- 14 ottobre - Andrea Costa, politico italiano
- 14 ottobre - Jim Jackson, ex cestista statunitense
- 14 ottobre - Christopher Ohen, ex calciatore nigeriano
- 14 ottobre - Daniela Peštová, supermodella ceca
- 14 ottobre - Matteo Scanni, giornalista e regista italiano († 2022)
- 14 ottobre - Jon Seda, attore e pugile statunitense
- 14 ottobre - Pär Zetterberg, ex calciatore svedese
- 15 ottobre - Severino Aefi, ex calciatore salomonese
- 15 ottobre - Reid Anderson, contrabbassista e compositore statunitense
- 15 ottobre - Zeb Atlas, attore pornografico e culturista statunitense
- 15 ottobre - Alexander Axén, allenatore di calcio svedese
- 15 ottobre - Joanna Chatton, attrice svedese
- 15 ottobre - Chris Cunningham, regista inglese
- 15 ottobre - Alessandro De Botton, ex tuffatore italiano
- 15 ottobre - Óscar Armando Díaz, calciatore salvadoregno († 1998)
- 15 ottobre - Dalia El Behery, attrice e modella egiziana
- 15 ottobre - Cristian Gasperoni, ex ciclista su strada italiano
- 15 ottobre - Noel Gugliemi, attore statunitense
- 15 ottobre - Ginuwine, cantante e ballerino statunitense
- 15 ottobre - Atle Maurud, ex calciatore norvegese
- 15 ottobre - Saad Bakhit Mubarak, ex calciatore emiratino
- 15 ottobre - Zak Orth, attore statunitense
- 15 ottobre - Mike Peplowski, ex cestista statunitense
- 15 ottobre - Pernilla Wiberg, dirigente sportiva e ex sciatrice alpina svedese
- 15 ottobre - Predrag Zimonjić, ex pallanuotista e allenatore di pallanuoto serbo
- 16 ottobre - Matteo Colaninno, politico e imprenditore italiano
- 16 ottobre - Kazuyuki Fujita, artista marziale misto e wrestler giapponese
- 16 ottobre - Tomasz Grysa, arcivescovo cattolico e diplomatico polacco
- 16 ottobre - Ana Kano, ex cestista della Repubblica Democratica del Congo
- 16 ottobre - Márcio Moratelli, ex giocatore di calcio a 5 brasiliano
- 16 ottobre - Matt O'Leary, tastierista britannico
- 16 ottobre - Vincent Rijmen, crittografo belga
- 16 ottobre - Mehmet Scholl, ex calciatore e allenatore di calcio tedesco
- 16 ottobre - Andrej Tichonov, allenatore di calcio e ex calciatore russo
- 17 ottobre - Jean-Paul de Jong, allenatore di calcio e ex calciatore olandese
- 17 ottobre - J. C. MacKenzie, attore canadese
- 17 ottobre - Marciano Vink, ex calciatore olandese
- 18 ottobre - Alex Barros, pilota motociclistico brasiliano
- 18 ottobre - Gianluca Gorini, ex ciclista su strada italiano
- 18 ottobre - Kazuhisa Irii, ex calciatore giapponese
- 18 ottobre - Mike Mitchell, regista e animatore statunitense
- 18 ottobre - Jonathan Moss, arbitro di calcio inglese
- 18 ottobre - Michihiro Morita, goista giapponese
- 18 ottobre - Gerry Taggart, allenatore di calcio e ex calciatore nordirlandese
- 19 ottobre - Ivan Asić, allenatore di pallanuoto croato
- 19 ottobre - Carlos Asprilla, allenatore di calcio e ex calciatore colombiano
- 19 ottobre - Andy Comeau, attore statunitense
- 19 ottobre - Chris Kattan, comico e attore statunitense
- 19 ottobre - Nouria Mérah-Benida, ex mezzofondista algerina
- 19 ottobre - Fabián Roncero, ex mezzofondista e maratoneta spagnolo
- 19 ottobre - Vladimiro Selva, politico sammarinese
- 20 ottobre - Musa Bedewi, ex calciatore e ex giocatore di calcio a 5 saudita
- 20 ottobre - Sander Boschker, ex calciatore olandese
- 20 ottobre - Chavo Guerrero Jr., wrestler statunitense
- 20 ottobre - Lenny Lane, wrestler statunitense
- 20 ottobre - Serge-Alain Maguy, ex calciatore ivoriano
- 20 ottobre - Taj McWilliams, ex cestista e allenatrice di pallacanestro statunitense
- 20 ottobre - Nikky Smedley, attrice britannica
- 21 ottobre - Gianmarco Ariano, militare italiano
- 21 ottobre - Jacek Fafiński, lottatore polacco
- 21 ottobre - Nate Higgs, ex cestista statunitense
- 21 ottobre - Louis Koo, attore cinese
- 21 ottobre - Conor O'Shea, ex rugbista a 15, allenatore di rugby a 15 e dirigente sportivo irlandese
- 21 ottobre - Patrick Stewart, militare statunitense († 2005)
- 21 ottobre - Dante Washington, ex calciatore statunitense
- 21 ottobre - Autumn de Wilde, fotografa e regista statunitense
- 21 ottobre - Darko Šarić, criminale e mafioso montenegrino
- 22 ottobre - Gabriel Amato, ex calciatore argentino
- 22 ottobre - Winston Bogarde, allenatore di calcio e ex calciatore olandese
- 22 ottobre - D'Lo Brown, wrestler statunitense
- 22 ottobre - Steve Campbell, ex tennista statunitense
- 22 ottobre - Reginald Cini, ex calciatore maltese
- 22 ottobre - Sergej Gorjačev, generale russo († 2023)
- 22 ottobre - Javier Milei, politico, economista e scrittore argentino
- 22 ottobre - Jason Moore, regista statunitense
- 22 ottobre - Christiaan Scholtz, ex rugbista a 15 sudafricano
- 22 ottobre - Clyde Whitehead, ex calciatore maltese
- 23 ottobre - Victor Costello, ex rugbista a 15, giornalista e aviatore irlandese
- 23 ottobre - Scott Drew, allenatore di pallacanestro statunitense
- 23 ottobre - Evens Gravel, ex schermidore canadese
- 23 ottobre - Linzi Hateley, attrice e cantante britannica
- 23 ottobre - Grant Imahara, conduttore televisivo e ingegnere statunitense († 2020)
- 23 ottobre - Liu Yudong, ex cestista cinese
- 23 ottobre - Ramiro Martínez, ex rugbista a 15 argentino
- 23 ottobre - Milana Mišić, cantante finlandese
- 23 ottobre - Gualtiero Scola, attore italiano
- 23 ottobre - Andrea Tagwerker, ex slittinista austriaca
- 24 ottobre - José Luis Calderón, ex calciatore argentino
- 24 ottobre - Raúl Esparza, attore e cantante statunitense
- 24 ottobre - Andrew Florent, tennista australiano († 2016)
- 24 ottobre - Ginevra Hollander, attrice pornografica italiana († 2014)
- 24 ottobre - Kiminobu Kimura, ex sciatore alpino giapponese
- 24 ottobre - Stephen Kipkorir, mezzofondista keniota († 2008)
- 24 ottobre - Agostino Li Vecchi, ex cestista e allenatore di pallacanestro italiano
- 24 ottobre - Patrizia Luconi, ex ginnasta italiana
- 24 ottobre - Lorenzo Micelli, allenatore di pallavolo italiano
- 24 ottobre - Paul Mitchell, atleta paralimpico australiano
- 24 ottobre - Patrick Neate, scrittore, sceneggiatore e giornalista britannico
- 24 ottobre - Fabio Petruzzi, allenatore di calcio e ex calciatore italiano
- 24 ottobre - Zenza Raggi, ex attore pornografico marocchino
- 24 ottobre - Andrej Ruzinskij, generale russo
- 24 ottobre - Kjell Storelid, ex pattinatore di velocità su ghiaccio norvegese
- 24 ottobre - Natasa Theodōridou, cantante greca
- 24 ottobre - Maria Grazia Ursino, ex cestista italiana
- 24 ottobre - Fernanda Venturini, ex pallavolista brasiliana
- 25 ottobre - Peter Aerts, kickboxer olandese
- 25 ottobre - César Charún, ex calciatore peruviano
- 25 ottobre - David Coco, attore italiano
- 25 ottobre - Adam Goldberg, attore statunitense
- 25 ottobre - Rafael González Robles, ex calciatore spagnolo
- 25 ottobre - Damir Mršić, ex cestista bosniaco
- 25 ottobre - Davide Pagliarani, presbitero italiano
- 25 ottobre - Adam Pascal, attore, cantante e musicista statunitense
- 25 ottobre - Ed Robertson, cantautore e musicista canadese
- 25 ottobre - Davide Tentoni, allenatore di calcio e ex calciatore italiano
- 25 ottobre - Chely Wright, cantautrice statunitense
- 26 ottobre - Cosimo Alemà, regista, sceneggiatore e produttore cinematografico italiano
- 26 ottobre - Bittor Alkiza, allenatore di calcio e ex calciatore spagnolo
- 26 ottobre - Carlos Amarilla, arbitro di calcio paraguaiano
- 26 ottobre - Dian Bachar, attore statunitense
- 26 ottobre - John Mayock, ex mezzofondista britannico
- 26 ottobre - Costanza Miriano, giornalista, scrittrice e blogger italiana
- 26 ottobre - Satu Mäkelä-Nummela, tiratrice a volo finlandese
- 26 ottobre - Takanobu Okabe, ex saltatore con gli sci giapponese
- 26 ottobre - Lisa Ryder, attrice canadese
- 26 ottobre - Zhang Yanmei, ex pattinatrice di short track cinese
- 27 ottobre - Karl Backman, chitarrista, cantante e pittore svedese
- 27 ottobre - Alain Boghossian, dirigente sportivo, allenatore di calcio e ex calciatore francese
- 27 ottobre - Adrian Erlandsson, batterista svedese
- 27 ottobre - Sergej Filin, ballerino e direttore artistico russo
- 27 ottobre - José Ángel Hernández, ex cestista venezuelano
- 27 ottobre - Alama Ieremia, ex rugbista a 15 e allenatore di rugby a 15 neozelandese
- 27 ottobre - Badr Makki, ex cestista libanese
- 27 ottobre - Theodore Melfi, regista, produttore cinematografico e sceneggiatore statunitense
- 27 ottobre - Marco Negri, ex calciatore italiano
- 27 ottobre - Bárbara Santos, ex cestista dominicana
- 27 ottobre - Jonathan Stroud, scrittore britannico
- 27 ottobre - Tarcy Su, cantante e attrice taiwanese
- 27 ottobre - Ruslana Taran, ex velista ucraina
- 28 ottobre - Ayad Akhtar, drammaturgo, sceneggiatore e attore statunitense
- 28 ottobre - Alan Peter Cayetano, politico filippino
- 28 ottobre - Francesca Fanuele, giornalista italiana
- 28 ottobre - Fernando Gamboa, allenatore di calcio e ex calciatore argentino
- 28 ottobre - Tiger Hillarp Persson, scacchista svedese
- 28 ottobre - Alessandra Ierse, attrice italiana
- 28 ottobre - Dagmar Kersten, ex ginnasta tedesca
- 28 ottobre - Kunal Kohli, regista e sceneggiatore indiano
- 28 ottobre - Giuseppe La Rosa, compositore italiano
- 28 ottobre - Anatol' Larukoŭ, ex judoka russo
- 28 ottobre - Maria Lettberg, pianista svedese
- 28 ottobre - Alex Mair, ex sciatore alpino italiano
- 28 ottobre - Kurt Rosenwinkel, chitarrista e compositore statunitense
- 28 ottobre - Leonor Silveira, attrice cinematografica portoghese
- 28 ottobre - Jetrin Wattanasin, cantante e attore thailandese
- 28 ottobre - Martín Zapata, calciatore colombiano († 2006)
- 29 ottobre - Juan Castillo Balcázar, ex calciatore cileno
- 29 ottobre - Phillip Cocu, allenatore di calcio e ex calciatore olandese
- 29 ottobre - Antonio Criniti, dirigente sportivo, allenatore di calcio e ex calciatore italiano
- 29 ottobre - Huang Wen-Po, ex giocatore di baseball taiwanese
- 29 ottobre - Anthony Lormor, ex calciatore inglese
- 29 ottobre - Mike Mullins, ex rugbista a 15 e allenatore di rugby a 15 neozelandese
- 29 ottobre - Sompong Phungphook, ex giocatore di calcio a 5 thailandese
- 29 ottobre - Andrea Piccioni, percussionista italiano
- 29 ottobre - Krzysztof Raczkowski, batterista polacco († 2005)
- 29 ottobre - Edwin van der Sar, dirigente sportivo e ex calciatore olandese
- 29 ottobre - Silvia Tea Spinelli, dirigente sportiva e ex arbitro di calcio italiana
- 29 ottobre - Christopher Thorpe, ex slittinista statunitense
- 30 ottobre - Abdul Al-Razgan, ex calciatore saudita
- 30 ottobre - Tory Belleci, conduttore televisivo e effettista statunitense
- 30 ottobre - Billy Brown, attore statunitense
- 30 ottobre - Stefan Gamlin, ex giocatore di football americano tedesco
- 30 ottobre - Nia Long, attrice statunitense
- 30 ottobre - Marios Pasialīs, ex calciatore cipriota
- 30 ottobre - Jürgen Rische, allenatore di calcio e ex calciatore tedesco
- 30 ottobre - Albert Stuivenberg, allenatore di calcio e dirigente sportivo olandese
- 30 ottobre - Maja Tatić, cantante serba
- 30 ottobre - Hilary Van Dyke, attrice statunitense
- 30 ottobre - Simona Vietina, politica italiana
- 30 ottobre - Ekateríni Voggoli, ex discobola greca
- 30 ottobre - Xie Jun, scacchista e dirigente sportiva cinese
- 31 ottobre - Angelino Alfano, ex politico italiano
- 31 ottobre - Otilia Bădescu, tennistavolista rumena
- 31 ottobre - Linn Berggren, cantante svedese
- 31 ottobre - Marco Di Lauro, fotografo e fotoreporter italiano
- 31 ottobre - Viktor Jelenić, ex pallanuotista e allenatore di pallanuoto serbo
- 31 ottobre - Rob Letterman, regista statunitense
- 31 ottobre - Nolan North, doppiatore e attore statunitense
- 31 ottobre - Bibiana Perez, ex sciatrice alpina italiana
- 31 ottobre - Karlheinz Pflipsen, ex calciatore tedesco
- 31 ottobre - Dariusz Szubert, ex calciatore polacco
- 31 ottobre - Nicky Wu, cantante, attore e doppiatore taiwanese